# USS Amsterdam (CL-101)
O USS Amsterdam foi um cruzador rápido operado pela Marinha dos Estados Unidos e a vigésima terceira embarcação da Classe Cleveland. Sua construção começou em março de 1943 nos estaleiros da Newport News Shipbuilding na Virgínia e foi lançado ao mar em abril de 1944, sendo comissionado na frota norte-americana em janeiro do ano seguinte. Era armado com uma bateria principal de doze canhões de 152 milímetros montados em quatro torres de artilharia triplas, tinha um deslocamento de mais de catorze mil toneladas e alcançava uma velocidade máxima de 32 nós.
O Amsterdam entrou em serviço durante os últimos meses da Segunda Guerra Mundial e foi encarregado da escolta de porta-aviões na Guerra do Pacífico, com suas únicas operações ofensivas sendo um ataque contra posições japonesas na Ilha Wake em julho de 1945 e a escolta de ataques aéreos contra o arquipélago japonês em agosto. A guerra terminou neste mesmo mês e o cruzador voltou para casa, passando os meses seguintes repatriando soldados de volta para a Costa Oeste dos Estados Unidos. Foi descomissionado em junho de 1947 e depois desmontado em 1972.

## Características

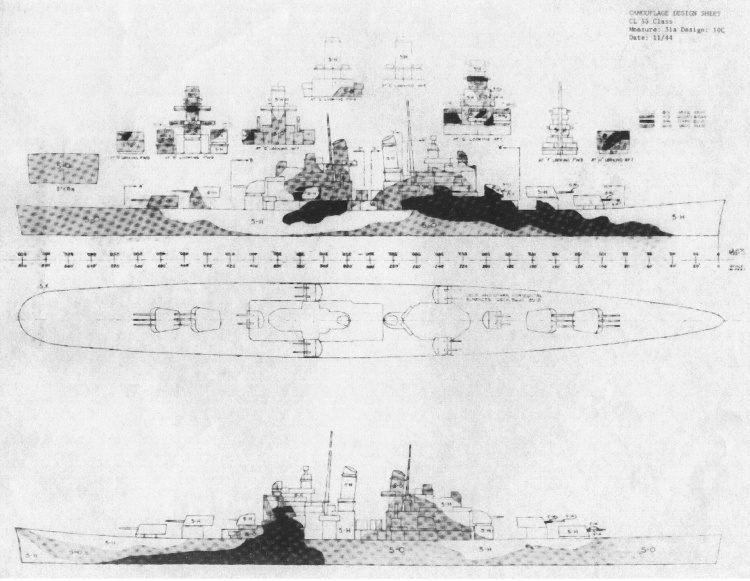
Desenho da Classe Cleveland

O projeto dos cruzadores rápidos da Classe Cleveland começou no final da década de 1930. O deslocamento de navios do tipo na época ficava limitado a 8,1 mil toneladas pelo Segundo Tratado Naval de Londres. Entretanto, após o início da Segunda Guerra Mundial em setembro de 1939, o Reino Unido anunciou que iria suspender o tratado pela duração do conflito, uma decisão rapidamente seguida pelos Estados Unidos. Este, apesar de ainda neutro, reconheceu que sua entrada na guerra era provável e que a necessidade urgente de mais navios impedia um projeto totalmente novo, assim a Classe Cleveland teve seu projeto muito baseado na predecessora Classe Brooklyn. A principal diferença foi a remoção de uma torre de artilharia tripla de 152 milímetros em favor de uma torre dupla de 127 milímetros.
O Amsterdam tinha 185,95 metros de comprimento de fora a fora, boca de 20,22 metros e calado de 7,47 metros. Seu deslocamento padrão era de 11 932 toneladas, enquanto o deslocamento carregado chegava a 14 358 toneladas. Seu sistema de propulsão era composto por quatro caldeiras Babcock & Wilcox que queimavam óleo combustível proporcionando o vapor para quatro conjuntos de turbinas a vapor General Electric, cada uma girando uma hélice. A potência indicada era de 102 mil cavalos-vapor (75 mil quilowatts), suficiente para levar o navio a uma velocidade máxima de 32,5 nós (60,2 quilômetros por hora). Sua tripulação era composta por 1 285 oficiais e marinheiros.
Sua bateria principal era formada por doze canhões Marco 16 calibre 47 de 152 milímetros montados em quatro torres de artilharia triplas na linha central do navio, duas na proa e duas na popa, em ambos os casos com uma torre sobreposta à outra. A bateria secundária tinha doze canhões de duplo-propósito calibre 38 de 127 milímetros em seis torres de artilharia duplas. Duas ficavam na linha central à proa e à ré da superestrutura, enquanto as outras quatro ficavam nas laterais da superestrutura, duas de cada lado. A bateria antiaérea tinha 28 canhões Bofors de 40 milímetros em quatro montagens quádruplas e seis duplas mais dez canhões Oerlikon de 20 milímetros em montagens únicas.
O cinturão principal de blindagem do Amsterdam tinha entre 89 a 127 milímetros de espessura, com a seção mais espessa ficando à meia-nau, onde protegia os depósitos de munição e as salas de máquinas, as partes vitais do navio. Seu convés tinha 51 milímetros de espessura. As torres de artilharia principais eram protegidas com frentes de 170 milímetros e laterais e teto de 76 milímetros, ficando em cima de barbetas com 152 milímetros. A torre de comando tinha laterais de 127 milímetros.

## História

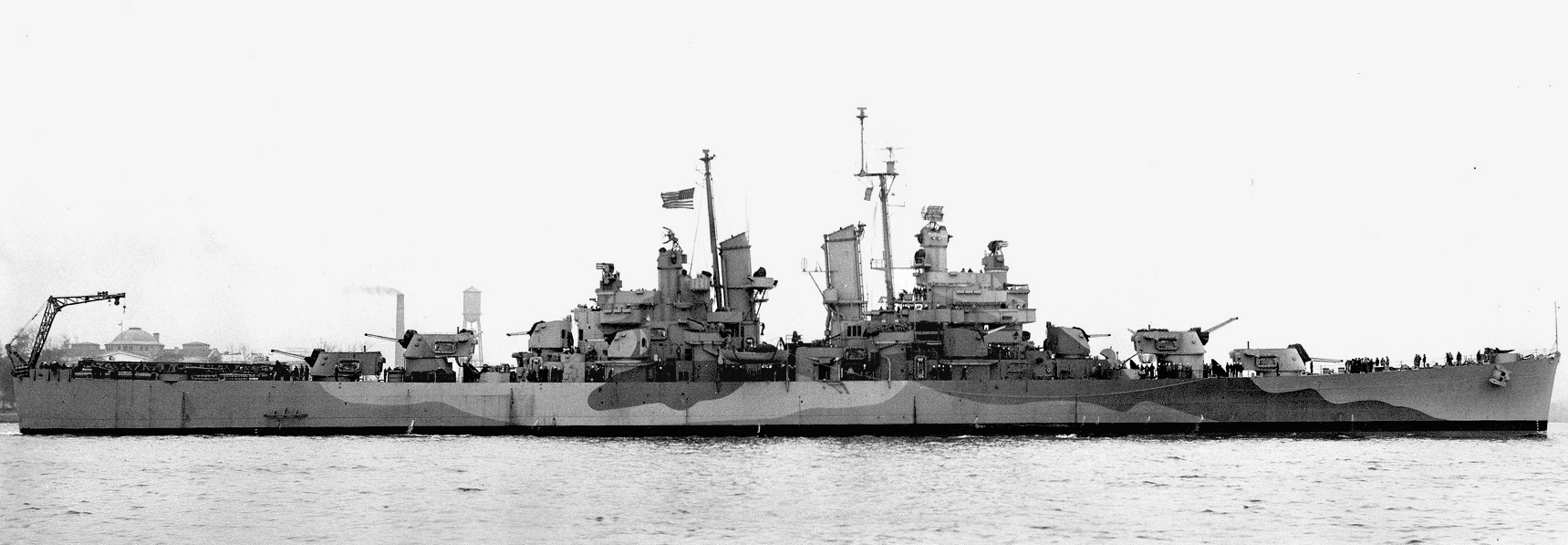
O Amsterdam em 29 de janeiro de 1945

O batimento de quilha do Amsterdam ocorreu em 3 de março de 1943 nos estaleiros da Newport News Shipbuilding em Newport News, na Virgínia. Foi lançado ao mar em 25 de março de 1944 e comissionado em 8 de janeiro de 1945. Partiu em 5 de fevereiro para seu cruzeiro de testes pela Baía de Chesapeake. Foi para Hampton Roads na Virgínia doze dias depois, tendo como destino final Trindade, nas Índias Ocidentais Britânicas. Realizou treinamentos no local até 13 de março, quando navegou de volta para os Estados Unidos. No caminho realizou exercícios de bombardeio litorâneo próximo de Culebra. Chegou em Norfolk em 20 de março e brevemente foi para o Cabo May, em Nova Jérsei, para mais exercícios de artilharia, em seguida entrando em uma doca seca do Estaleiro Naval de Norfolk para manutenção. Os trabalhos terminaram em 20 de abril e o Amsterdam embarcou em mais treinamentos, inicialmente na Baía de Chesapeake e depois no Mar do Caribe próximo de Culebra e da Baía de Guantánamo, em Cuba. Dali seguiu para juntar-se à frota lutando na Guerra do Pacífico. Atravessou o Canal do Panamá em 5 de maio em chegou no dia 18 em Pearl Harbor, no Havaí, onde participou de mais treinamentos de combate.
O navio deixou Pearl Harbor em 9 de junho e seguiu para Leyte, nas Filipinas. Chegou na Baía de São Pedro no dia 21 e se juntou à Terceira Frota. Foi designado para um destacamento centrado no porta-aviões USS Wasp, formando parte de sua escolta junto com os cruzadores rápidos USS Flint, USS Oklahoma City e USS Tucson, mais sete contratorpedeiros. A unidade foi enviada para realizar uma incursão em 18 de julho contra posições japonesas na Ilha Wake. O Amsterdam e o Oklahoma City foram transferidos no início de agosto para o Grupo de Tarefas 38.1. A embarcação pela semana seguinte deu cobertura para os porta-aviões da Força Tarefa 38 durante uma série de incursões contra o arquipélago japonês. A frota foi informada em 15 de agosto sobre a rendição do Japão. No final do mês o Amsterdam foi transferido para o Grupo de Tarefas 38.2. O cruzador entrou na Baía de Sagami em 27 de agosto junto com o resto da Força Tarefa 38 a fim de iniciar as preparações para a cerimônia formal de rendição, que ocorreu a bordo do couraçado USS Missouri em 2 de setembro. O navio foi condecorado com uma única estrela de batalha por seu breve serviço na Segunda Guerra Mundial.
O Amsterdam entrou na Baía de Tóquio em 5 de setembro durante os primeiros estágios da ocupação do Japão, permanecendo no local até o dia 20, quando partiu de volta para casa. Parou no caminho em Okinawa com o objetivo de embarcar soldados para serem transportados aos Estados Unidos. Fez mais uma parada em Pearl Harbor e chegou em Portland, no Oregon, em 15 de outubro, onde participou duas semanas depois das celebrações do Dia da Marinha. Deixou Portland em 29 de outubro e seguiu para Los Angeles, na Califórnia, onde chegou em 1º de novembro. O navio passou por manutenção no local e sua tripulação recebeu uma licença. O Amsterdam partiu novamente em 19 de novembro e retornou para Pearl Harbor, onde chegou seis dias depois. Embarcou mais um contingente de homens para serem transportados de volta à Califórnia, partindo em 12 de dezembro e chegando em Los Angeles no dia 18. Permaneceu na cidade até 21 de janeiro de 1946, quando navegou para São Francisco, onde sua tripulação iniciou os preparativos para colocá-lo na Frota de Reserva. O cruzador foi descomissionado em 30 de junho de 1947. Permaneceu inativo na inventário da marinha até ser removido do registro naval em 2 de janeiro de 1971. Foi vendido em 11 de fevereiro de 1972 para a National Metal and Steel Corporation de Los Angeles e desmontado.